# Peru (Nebraska)
Peru je grad u američkoj saveznoj državi Nebraska. Prema popisu stanovništva iz 2010. u njemu je živjelo 865 stanovnika.